# Sauran
Sauran (kazašsky Сауран, či Sawran) je archeologické naleziště na Hedvábné stezce v jižním Kazachstánu. V době svého největšího rozkvětu bylo největším městem na území dnešního Kazachstánu a důležitou křižovatkou karavanových tras. 

## Poloha
Sauran se nachází v Turkestánské oblasti, více než 40 kilometrů severozápadně od hlavního města oblasti Turkestánu, několik set metrů východně od hranice s Kyzylordskou oblastí. Na severu vede trasa transaralské železnice a také kazašská silnice M32. Přibližně 10 kilometrů jižně od místa vykopávek se nachází současné koryto řeky Syrdarja. Stejnojmenná vesnice Sauran a stejnojmenná zastávka transaralské železnice se nachází přibližně 15 kilometrů jihovýchodně. 

## Popis

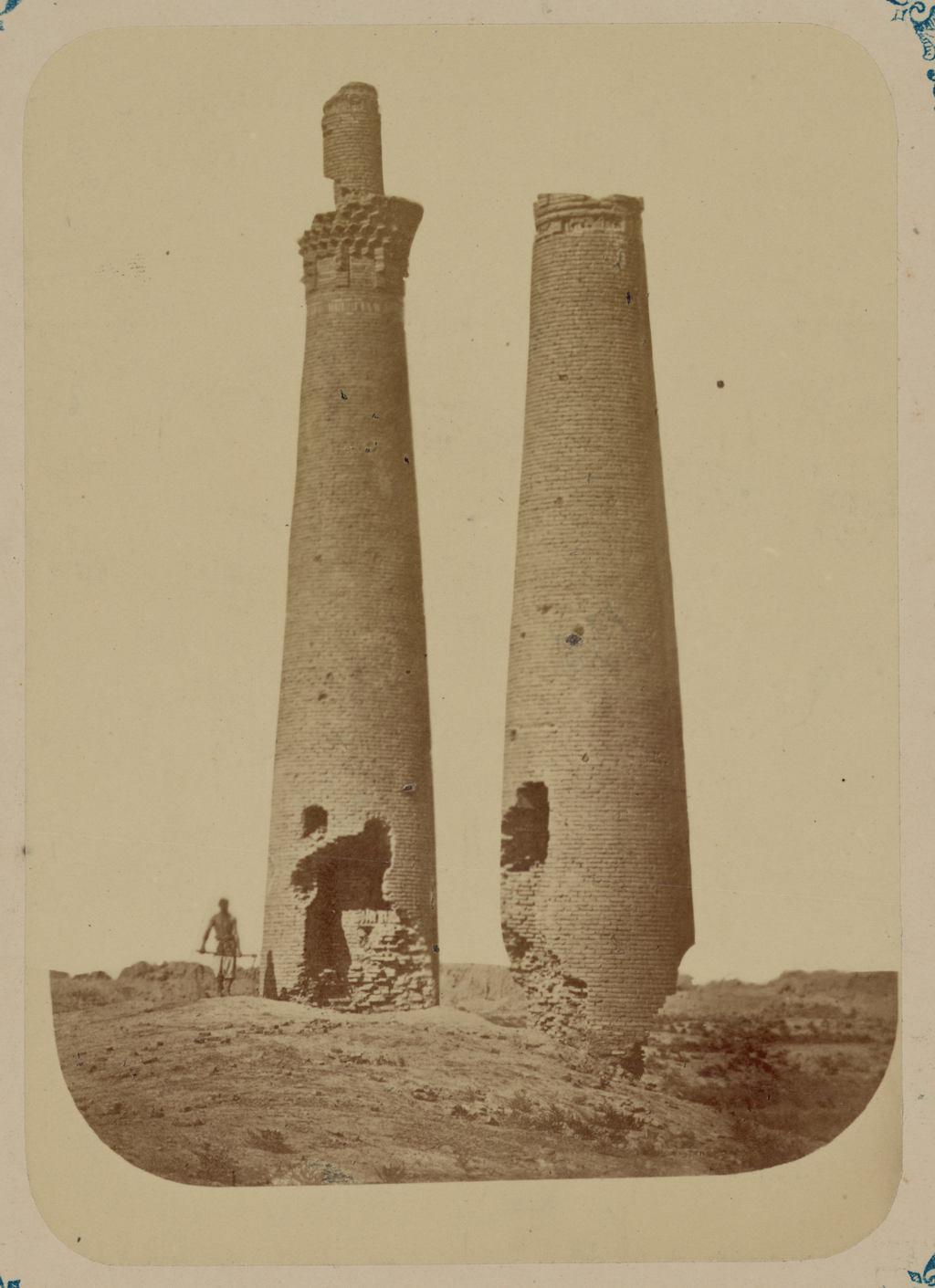
Obrázek minaretu v Sauranu z roku 1866

Sauran je považován za nejlépe dochované středověké město v Kazachstánu. V jeho středu se nachází tvrz, která je obklopena zdí o délce více než dva kilometry, a má rozměry přibližně 800 × 900 metrů. Mimo tvrz se zbytek města rozkládá na ploše asi čtyř kilometrů čtverečních. Uvnitř zdí jsou zříceniny budov z 13. až 18. století. Vně hradeb se nachází zbytky obytných, obchodních a veřejných budov, které jsou architektonicky podobné budovám Samarkandu, Chivě a Buchaře. Od městské brány na severu vede až 10 metrů široká hlavní ulice do tvrze, ve středu se nachází 100 × 50 metrů velké prostranství, kde mimo jiné stojí mešita, a odtud vede ulice k druhé městské bráně na jihovýchodě. Na východ od tvrze leží nekropole Sauranu s mešitou. V Sauranu bylo nalezeno mnoho zavlažovacích kanálů, kanátů.

## Historie

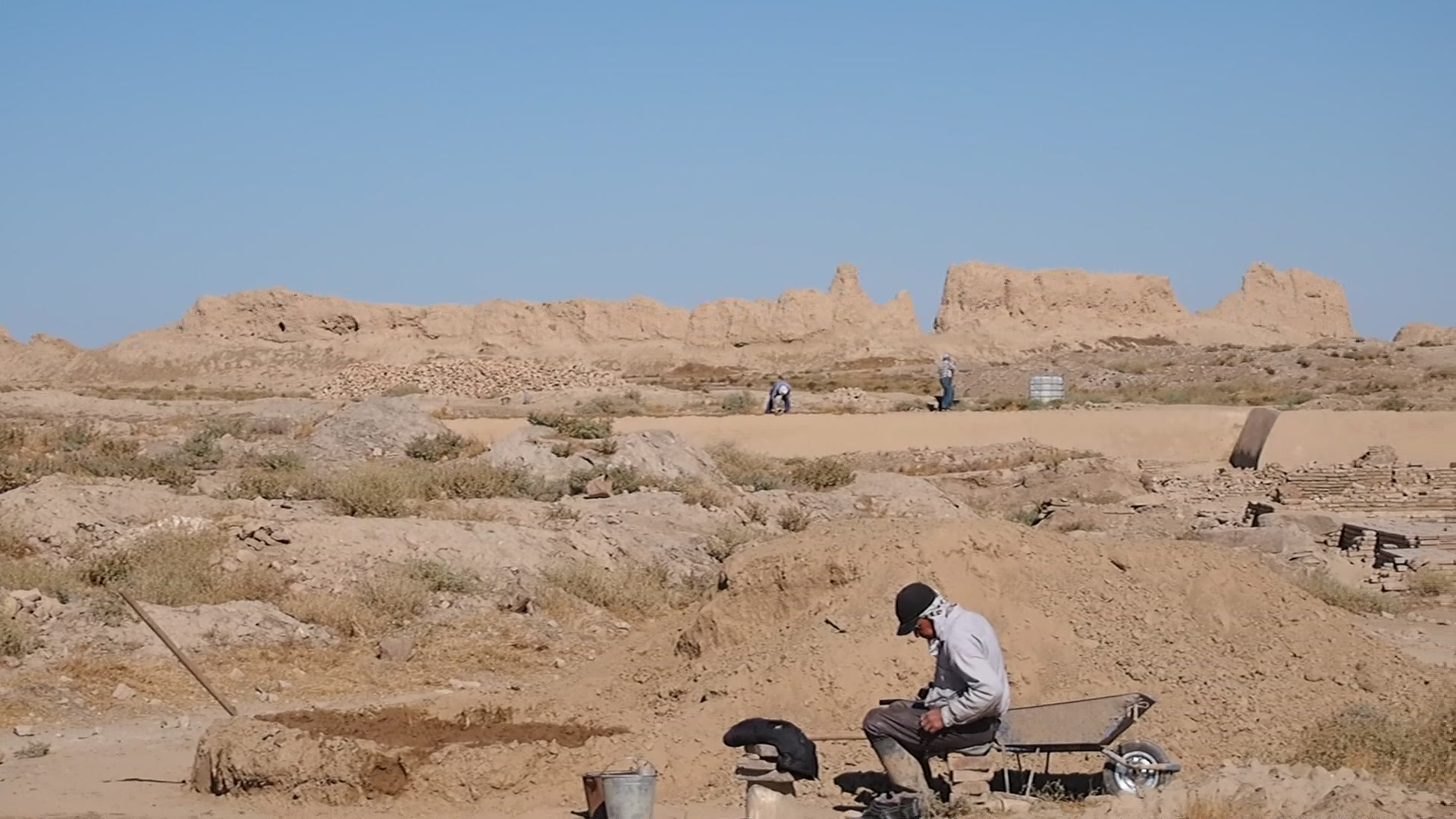
Archeologické práce v Sauranu 2017, v pozadí pozůstatky hradeb

Podle Erbulata Smagulova je historie Sauranu v těsné spojitosti s historií několika kilometrů jihovýchodně nacházejícího se Qaratöbe. Osídlení Qaratöbe se datuje do předmongolských dob (4. až 13. století n. l.), a historie Sauranu do 14. až 18. století. Mezi oběma místy Smagulov předpokládal časovou a územní kontinuitu.
Sauran byl poprvé písemně zmíněn v souvislosti s Araby, když dobývali region Syrdaje v první polovině 8. století. Následně je město jmenováno středověkými autory v souvislosti s určitými politickými událostmi. Podle Smagulova umožňuje analýza těchto informací charakterizovat Sauran jako nejdůležitější kulturní, ekonomické a politické centrum středověkého Kazachstánu. Ve 14. století byl Sauran sídlem Bílých hord. Nakonec Sauran pomalu klesal do 18. století do bezvýznamnosti ve prospěch Turkestánu.